# Krassívoie
Krassívoie (en rus: Красивое) és un poble de l'óblast de Tambov, a Rússia, segons el cens del 2010 tenia 611 habitants.